# Italo Mazzacurati
Italo Mazzacurati (Ozzano dell'Emilia, 13 gennaio 1932 – San Lazzaro di Savena, 13 dicembre 2013) è stato un ciclista su strada e dirigente sportivo italiano.

## Carriera
Prese parte alle più importanti competizioni del ciclismo mondiale fra cui Giro d'Italia, Tour de France e Giro di Svizzera; proprio nella corsa elvetica ottenne una delle sue migliori prestazioni chiudendo al quarto posto la classifica generale nel 1961.
Molti anche i suoi piazzamenti nelle corse del circuito italiano fra cui i podi al Giro di Romagna 1958, Trofeo Matteotti 1960 ed al Giro dell'Emilia 1966.
Nel 1958 e nel 1959 concluse per due volte al terzo posto nella classifica generale del Trofeo dell'U.V.I..

## Palmarès
- 1953 (Dilettanti, una vittoria)

Trofeo Matteotti - Marcialla
- 1954 (Dilettanti, una vittoria)

Trofeo Minardi
- 1955 (Dilettanti, una vittoria)

Coppa Varignana

## Piazzamenti

### Grandi Giri
- Giro d'Italia

1959: 62º
1960: 66º
1961: 21º
1962: 29º
1963: 37º
1964: 78º
1965: 63º
1967: 67º
- Tour de France

1962: 82º
1965: 50º
1965: 69º

### Classiche monumento
- Milano-Sanremo

1959: 35º
1962: 79º
1963: 22º
1967: 111º
- Parigi-Roubaix

1964: 72º
- Giro di Lombardia

195: 77º